# مطار المثنى العسكري
مطار المثنى (أو كما يعرف حاليًا: مطار المثنى العسكري)، أوّل مطار رسمي في بغداد، العراق، أنشئ سنة 1931، وهبطت فيه أولى الطائرات عام 1932[بحاجة لمصدر]، كان يسمى مطار الوشاش. يقع المطار وسط العاصمة العراقية بغداد، في جانب الكرخ منها، ويحاط بمناطق الوشاش و«علي الصالح» والعطيفية (أو الشالجية) ويمتد إلى «شارع الزوراء» بين مناطق المنصور و«العلاوي». وقلت أهمية هذا المطار في نهاية السبعينيات من القرن الماضي، بعد بناء مطار بغداد الدولي بين عامي 1979م و1982م، حيث تحول لاحقًا إلى مطار وقاعدة عسكرية.

## تعرضه للقصف
تعرض مطار المثنى إلى القصف خلال الهجوم الأمريكي على بغداد عام 1991م، كما أمطرته طائرات أمريكية بصواريخ عنقودية في هجمات جوية تعد الأعنف على العاصمة بغداد خلال عمليات الغزو الأمريكي للعراق في العام 2003م.

## الوحدات العسكرية الموجودة فيه حاليًا
يحتوي مطار المثنى حاليًا على قواعد ووحدات عسكرية أهمها:
- مقر اللواء 54